# 이미지 스케일링

컴퓨터 그래픽스와 디지털 이미징에서 이미지 스케일링(image scaling)은 디지털 이미지의 크기 조절을 의미한다. 비디오 기술에서 디지털 재료의 확대는 업스케일링(upscaling)으로 부른다.
벡터 그래픽 이미지를 스케일링할 때 이미지를 구성하는 그래픽 원시 데이터들은 기하학적 변형을 사용하여 스케일링이 가능하며 이미지 품질 소실이 발생하지 않는다. 래스터 그래픽스 이미지를 스케일링할 때 더 높거나 더 낮은 수의 화소를 갖춘 새 이미지의 생성이 필요하다. 화소수를 줄이는 경우 보이는 품질의 하락이 발생하는 것이 일반적이다. 디지털 신호 처리 관점에서 래스터 그래픽스의 스케일링은 샘플레이트 변환의 2차원적인 예시이다.

## 같이 보기
- 스플라인 보간법
- 비디오 스케일러